# John Hammond (bluesman)
 (août 2017).
Si vous disposez d'ouvrages ou d'articles de référence ou si vous connaissez des sites web de qualité traitant du thème abordé ici, merci de compléter l'article en donnant les références utiles à sa vérifiabilité et en les liant à la section « Notes et références ».
Pour les articles homonymes, voir John Hammond et Hammond.
John Paul Hammond (né à New York le 13 novembre 1942), également connu sous le nom de John Hammond Jr., est un chanteur et guitariste de blues américain. Il est le fils du célèbre producteur de musique John H. Hammond.
Hammond joue généralement sur des guitares acoustiques et des dobros en chantant dans un style boogie woogie.

## Biographie
Depuis ses débuts en juillet 1962 pour le label Vanguard Records, Hammond a enregistré 29 albums et a obtenu un Grammy Award ainsi que 4 nominations.
Bien qu'acclamé par les critiques, John Hammond n'a connu qu'un succès commercial modéré bien qu'il puisse compter sur un nombre important de fans et sur le respect de musiciens comme John Lee Hooker, Rory Gallagher, Roosevelt Sykes, Duane Allman, Robbie Robertson et Charlie Musselwhite qui ont tous participé aux enregistrements d'Hammond. Il est par ailleurs la seule personne qui a pu réunir dans son groupe Eric Clapton et Jimi Hendrix en même temps, pour cinq jours dans les années 1960 lorsqu'il jouait au Gaslight Café à New York).
Au début des années 1990, Hammond est également le narrateur et producteur d'un documentaire retraçant la vie du légendaire bluesman Robert Johnson.

## Discographie

### Enregistrements
- 1964 – Big City Blues (Vanguard)
- 1964 – Country Blues (Vanguard)
- 1964 – John Hammond (Vanguard)
- 1965 – So Many Roads (Vanguard)
- 1967 – I Can Tell (Atlantic)
- 1967 – Mirrors (Vanguard)
- 1968 – Sooner Or Later (Water Music)
- 1969 – Southern Fried (Water Music)
- 1970 – Source Point (Columbia)
- 1971 – Little Big Man (Columbia)
- 1972 – I'm Satisfied (Columbia)
- 1975 – Can't Beat The Kid (Acadia)
- 1976 – John Hammond Solo (Vanguard)
- 1978 – Footwork (Vanguard)
- 1979 – Hot Tracks /with Nighthawks (Vanguard)
- 1980 – Mileage (Rounder)
- 1982 – Frogs For Snakes (Rounder)
- 1983 – Live (Rounder)
- 1984 – Spoonful (Edsel)
- 1988 – Nobody But You (Flying Fish)
- 1992 – Got Love If You Want It (Charisma)
- 1993 – You Can't Judge A Book by the Cover (Vanguard)
- 1994 – Trouble No More (Point Blank)
- 1996 – Found True Love (Virgin)
- 1998 – Long As I Have You (Point Blank/Virgin)
- 2001 – Wicked Grin, album de reprises de Tom Waits (2001)[1] (Point Blank/Virgin)
- 2003 – At The Crossroads (Vanguard)
- 2003 – Ready For Love (Back Porch)
- 2005 – In Your Arms Again (Back Porch)
- 2006 – Live in Greece (Dynamic)
- 2007 – Push Comes To Shove (Back Porch)
- 2009 – Rough & Tough (Chesky)
- 2014 – Timeless (Palmetto)

### Participations
- 2001 : The Blind Boys of Alabama (Real World) avec David Lindley